# 다카라즈카 가극단 70기생
다카라즈카 가극단 70기생은 1982년 4월에 다카라즈카 음악학교에 입학하여, 1984년 3월에 다카라즈카 가극단에 입단한 42명을 가리킨다.

## 개요
초무대의 연목은 유키구미 공연 「바람과 함께 사라지다」이다.

## 주요 학생

### OG
- 무라사키 토모 : 전 유키구미 톱여역
- 다이키 유우 : 전 호시구미 남역
- 오토하라 아이 : 전 호시구미 여역

### 현역
- 마리 유즈미 : 전과 여역

## 일람
| 예명            | 생일      | 출신지                             | 출신학교                         | 예명의 유래                        | 애칭             | 역할 | 퇴단년도 | 비고                                            |
| --------------- | --------- | ---------------------------------- | -------------------------------- | ---------------------------------- | ---------------- | ---- | -------- | ----------------------------------------------- |
| 青空はるか      | 3월 18일  | 오사카부 오사카시 히가시스미요시구 | 킨란카이고등학교                 |                                    | 메-짱            | 남역 | 1987년   |                                                 |
| 아오조라 하루카 | 3월 18일  | 오사카부 오사카시 히가시스미요시구 | 킨란카이고등학교                 |                                    | 메-짱            | 남역 | 1987년   |                                                 |
| 碧海蓮          | 8월 3일   | 도쿄도 미나토구                    | 도쿄세이신인터네셔널스쿨         | 노사카 아키유키가 명명             | 렌짱             | 남역 | 1986년   |                                                 |
| 아오미 렌       | 8월 3일   | 도쿄도 미나토구                    | 도쿄세이신인터네셔널스쿨         | 노사카 아키유키가 명명             | 렌짱             | 남역 | 1986년   |                                                 |
| 灯奈美          | 1월 3일   | 사이타마현 사이타마시              | 우라와아켄노호시여자고등학교     |                                    | 욧코             | 여역 | 2008년   |                                                 |
| 아카리 나미     | 1월 3일   | 사이타마현 사이타마시              | 우라와아켄노호시여자고등학교     |                                    | 욧코             | 여역 | 2008년   |                                                 |
| 秋月志保        | 7월 13일  | 오이타현 사이키시                  | 바이카가쿠엔고등학교             | 가족이 고안                        | 미요짱           | 여역 | 1985년   |                                                 |
| 아키즈키 시호   | 7월 13일  | 오이타현 사이키시                  | 바이카가쿠엔고등학교             | 가족이 고안                        | 미요짱           | 여역 | 1985년   |                                                 |
| いつき吟夏      | 2월 2일   | 아이치현 오카자키시                | 오카자키고등학교                 | 존경하는 선생님이 명명             | 멘타, 타로짱     | 남역 | 1991년   |                                                 |
| 이츠키 긴카     | 2월 2일   | 아이치현 오카자키시                | 오카자키고등학교                 | 존경하는 선생님이 명명             | 멘타, 타로짱     | 남역 | 1991년   |                                                 |
| 乙原愛          | 8월 19일  | 카나가와현 후지사와시              | 코난고등학교                     | 어머니와 고안                      | 논노             | 여역 | 1993년   |                                                 |
| 오토하라 아이   | 8월 19일  | 카나가와현 후지사와시              | 코난고등학교                     | 어머니와 고안                      | 논노             | 여역 | 1993년   |                                                 |
| 風見玲央        | 2월 18일  | 야마나시현 코후시                  | 야마나시에이와가쿠인고등학교     | 자기가 고안                        | 맛치             | 남역 | 1992년   | 남편 아이치현 이치노미야시 시장 나카노 마사야스 |
| 카자미 레오     | 2월 18일  | 야마나시현 코후시                  | 야마나시에이와가쿠인고등학교     | 자기가 고안                        | 맛치             | 남역 | 1992년   | 남편 아이치현 이치노미야시 시장 나카노 마사야스 |
| 桂あさひ        | 6월 5일   | 카나가와현 요코하마시              | 요코하마시립키보가오카중학교     | 가족이 고안                        | 미와코           | 여역 | 1989년   |                                                 |
| 카츠라 아사히   | 6월 5일   | 카나가와현 요코하마시              | 요코하마시립키보가오카중학교     | 가족이 고안                        | 미와코           | 여역 | 1989년   |                                                 |
| 今日舞子        | 6월 5일   | 도쿄도 스기나미구                  | 치요다가쿠엔                     | 가족이 고안                        | 메구             | 여역 | 1989년   |                                                 |
| 쿄 마이코       | 6월 5일   | 도쿄도 스기나미구                  | 치요다가쿠엔                     | 가족이 고안                        | 메구             | 여역 | 1989년   |                                                 |
| 草の芽もゆ      | 11월 15일 | 사이타마현 사이타마시              | 우라와제1여자고등학교            | 존경하는 선생님이 명명             | 유카리짱, 모-모  | 남역 | 1989년   |                                                 |
| 쿠사노메 모유   | 11월 15일 | 사이타마현 사이타마시              | 우라와제1여자고등학교            | 존경하는 선생님이 명명             | 유카리짱, 모-모  | 남역 | 1989년   |                                                 |
| 栗原麗子        | 8월 26일  | 후쿠오카현 후쿠오카시 츄오구       | 큐슈여자고등학교                 | 가족이 고안                        | 사-짱            | 여역 | 1987년   |                                                 |
| 쿠리하라 레이코 | 8월 26일  | 후쿠오카현 후쿠오카시 츄오구       | 큐슈여자고등학교                 | 가족이 고안                        | 사-짱            | 여역 | 1987년   |                                                 |
| 九重はるか      | 8월 26일  | 오사카부 네야가와시                | 시죠나와테고등학교               |                                    | 타마미           | 여역 | 1996년   |                                                 |
| 코코노에 하루카 | 8월 26일  | 오사카부 네야가와시                | 시죠나와테고등학교               |                                    | 타마미           | 여역 | 1996년   |                                                 |
| 沢渡三起        | 11월 26일 | 오사카부 토요나카시                | 아시야여자고등학교               |                                    | 유키             | 남역 | 1988년   |                                                 |
| 사와타리 미키   | 11월 26일 | 오사카부 토요나카시                | 아시야여자고등학교               |                                    | 유키             | 남역 | 1988년   |                                                 |
| 汐音真実        | 9월 29일  | 미야자키현 미야자키시              | 미야자키니시고등학교             | 가족이 고안                        | 츠루짱, 츠루타   | 남역 | 1989년   |                                                 |
| 시오네 마코토   | 9월 29일  | 미야자키현 미야자키시              | 미야자키니시고등학교             | 가족이 고안                        | 츠루짱, 츠루타   | 남역 | 1989년   |                                                 |
| 詩乃優花        | 4월 26일  | 오사카부 사카이시                  | 센호쿠고등학교                   | 본명                               | 삿칭, 삿짱, 시노 | 여역 | 1998년   |                                                 |
| 시노 유카       | 4월 26일  | 오사카부 사카이시                  | 센호쿠고등학교                   | 본명                               | 삿칭, 삿짱, 시노 | 여역 | 1998년   |                                                 |
| 星沙紀帆        | 12월 15일 | 와카야마현 와카야마시              | 무코가와고등학교                 | 부모님과 고안                      | 캇키-            | 남역 | 1989년   |                                                 |
| 세이사 키호     | 12월 15일 | 와카야마현 와카야마시              | 무코가와고등학교                 | 부모님과 고안                      | 캇키-            | 남역 | 1989년   |                                                 |
| 大輝ゆう        | 4월 20일  | 교토부 교토시 우쿄구               | 헤이안죠가쿠인고등학교           | 존경하는 선생님이 명명             | 곤짱, 다이키     | 남역 | 1990년   |                                                 |
| 다이키 유       | 4월 20일  | 교토부 교토시 우쿄구               | 헤이안죠가쿠인고등학교           | 존경하는 선생님이 명명             | 곤짱, 다이키     | 남역 | 1990년   |                                                 |
| 高城叶          | 3월 10일  | 오사카부 히가시오사카시            | 히가시오사카시립미나미고등학교   | 출신지                             | 칸논사마         | 남역 | 1991년   |                                                 |
| 타카죠 카노     | 3월 10일  | 오사카부 히가시오사카시            | 히가시오사카시립미나미고등학교   | 출신지                             | 칸논사마         | 남역 | 1991년   |                                                 |
| 高梨順          | 7월 14일  | 카나가와현 사가미하라시            | 타카키가쿠엔                     | 가족이 고안                        | 키무             | 남역 | 1990년   |                                                 |
| 타카나시 준     | 7월 14일  | 카나가와현 사가미하라시            | 타카키가쿠엔                     | 가족이 고안                        | 키무             | 남역 | 1990년   |                                                 |
| 宝樹芽里        | 4월 15일  | 카나가와현 요코하마시 코난구       | 카나가와현립노니와고등학교       | 가족이 고안                        | 메리             | 남역 | 1995년   |                                                 |
| 타카라기 메리   | 4월 15일  | 카나가와현 요코하마시 코난구       | 카나가와현립노니와고등학교       | 가족이 고안                        | 메리             | 남역 | 1995년   |                                                 |
| 夏生かおり      | 7월 10일  | 도쿄도 세타가야구                  | 성도미니코가쿠엔                 | 가족이 고안                        | 카오짱           | 여역 | 1990년   |                                                 |
| 나츠오 카오리   | 7월 10일  | 도쿄도 세타가야구                  | 성도미니코가쿠엔                 | 가족이 고안                        | 카오짱           | 여역 | 1990년   |                                                 |
| 夏妃真美        | 8월 3일   | 치바현 치바시                      | 쿄리츠죠시가쿠엔                 | 존경하는 선생님이 명명             | 마스미짱         | 여역 | 1997년   |                                                 |
| 나츠키 마미     | 8월 3일   | 치바현 치바시                      | 쿄리츠죠시가쿠엔                 | 존경하는 선생님이 명명             | 마스미짱         | 여역 | 1997년   |                                                 |
| 夏海はるか      | 7월 27일  | 치바현 나가레야마시                | 마츠도고등학교                   | 아버지가 고안                      | 낫츠             | 여역 | 1987년   |                                                 |
| 나츠미 하루카   | 7월 27일  | 치바현 나가레야마시                | 마츠도고등학교                   | 아버지가 고안                      | 낫츠             | 여역 | 1987년   |                                                 |
| 夏峰千          | 12월 9일  | 오사카부 사카이시                  | 오오토리고등학교                 | 존경하는 선생님이 명명             | 센짱             | 남역 | 1989년   |                                                 |
| 나츠미네 센     | 12월 9일  | 오사카부 사카이시                  | 오오토리고등학교                 | 존경하는 선생님이 명명             | 센짱             | 남역 | 1989년   |                                                 |
| 夏目佳奈        | 10월 7일  | 오사카부 오사카시 오오요도구       | 코난죠시가쿠엔고등학교           | 성명판단                           | 카요짱, 카나     | 여역 | 1992년   |                                                 |
| 나츠메 카나     | 10월 7일  | 오사카부 오사카시 오오요도구       | 코난죠시가쿠엔고등학교           | 성명판단                           | 카요짱, 카나     | 여역 | 1992년   |                                                 |
| 虹園春美        | 11월 9일  | 오사카부 토요나카시                | 무코가와가쿠인                   | 존경하는 선생님이 명명             | 노리짱           | 여역 | 1988년   |                                                 |
| 니지조노 하루미 | 11월 9일  | 오사카부 토요나카시                | 무코가와가쿠인                   | 존경하는 선생님이 명명             | 노리짱           | 여역 | 1988년   |                                                 |
| 羽衣蘭          | 7월 1일   | 효고현 다카라즈카시                | 인천학원고등학교                 | 부모님과 고안                      | 미호chan, 미포링 | 여역 | 1994년   |                                                 |
| 하고로모 란     | 7월 1일   | 효고현 다카라즈카시                | 인천학원고등학교                 | 부모님과 고안                      | 미호chan, 미포링 | 여역 | 1994년   |                                                 |
| 花景美妃        | 5월 13일  | 도쿄도 스기나미구                  | 시라유리가쿠엔                   | 아버지가 명명                      | 마-짱, 마오짱    | 여역 | 1986년   |                                                 |
| 하루카게 미키   | 5월 13일  | 도쿄도 스기나미구                  | 시라유리가쿠엔                   | 아버지가 명명                      | 마-짱, 마오짱    | 여역 | 1986년   |                                                 |
| 羽根知里        | 5월 16일  | 오사카부 오사카시 니시요도가와구   | 고베쇼인죠시가쿠인               | 존경하는 선생님이 명명             | 하네짱, 미유키   | 여역 | 1993년   |                                                 |
| 하네 치사토     | 5월 16일  | 오사카부 오사카시 니시요도가와구   | 고베쇼인죠시가쿠인               | 존경하는 선생님이 명명             | 하네짱, 미유키   | 여역 | 1993년   |                                                 |
| 日色由佳理      | 7월 14일  | 오사카부 사카이시                  | 오오타니가쿠엔히가시오오타니고교 | 히어로 (영웅)이 되기를             | 히이로, 앗짱     | 남역 | 1987년   |                                                 |
| 히이로 유카리   | 7월 14일  | 오사카부 사카이시                  | 오오타니가쿠엔히가시오오타니고교 | 히어로 (영웅)이 되기를             | 히이로, 앗짱     | 남역 | 1987년   |                                                 |
| 真代朋奈        | 7월 2일   | 사이타마현 아사카시                | 사이타마현립아사카니시고등학교   | 지인이 명명                        | 요시노           | 남역 | 1995년   |                                                 |
| 마시로 토모나   | 7월 2일   | 사이타마현 아사카시                | 사이타마현립아사카니시고등학교   | 지인이 명명                        | 요시노           | 남역 | 1995년   |                                                 |
| 松風良          | 3월 7일   | 카나가와현 요코하마시 토츠카구     | 세이엔죠가쿠인                   | 가족이 고안                        | 료               | 남역 | 1991년   |                                                 |
| 마츠카제 료     | 3월 7일   | 카나가와현 요코하마시 토츠카구     | 세이엔죠가쿠인                   | 가족이 고안                        | 료               | 남역 | 1991년   |                                                 |
| 万里柚美        | 1월 29일  | 오사카부 히가시오사카시            | 오사카죠시가쿠엔                 | 마리 야요이 (43)에게서 받아서 명명 | 유즈미, 유미쵸   | 여역 |          |                                                 |
| 마리 유즈미     | 1월 29일  | 오사카부 히가시오사카시            | 오사카죠시가쿠엔                 | 마리 야요이 (43)에게서 받아서 명명 | 유즈미, 유미쵸   | 여역 |          |                                                 |
| 紫とも          | 1월 24일  | 도쿄도 오오타구                    | 타마가와성학원                   | 본명                               | 토모짱, 톤짱     | 여역 | 1994년   |                                                 |
| 무라사키 토모   | 1월 24일  | 도쿄도 오오타구                    | 타마가와성학원                   | 본명                               | 토모짱, 톤짱     | 여역 | 1994년   |                                                 |
| 弥生みつき      | 7월 24일  | 사이타마현 카조시                  | 카스카베여자고등학교             | 준 미츠키 (54)가 명명              | 마키, 모구       | 여역 | 1988년   |                                                 |
| 야요이 미츠키   | 7월 24일  | 사이타마현 카조시                  | 카스카베여자고등학교             | 준 미츠키 (54)가 명명              | 마키, 모구       | 여역 | 1988년   |                                                 |
| 悠みさ緒        | 9월 4일   | 오사카부 히라카타시                | 헤이안죠시가쿠인고등학교         | 존경하는 선생님이 명명             | 윳치             | 남역 | 1988년   |                                                 |
| 유 미사오       | 9월 4일   | 오사카부 히라카타시                | 헤이안죠시가쿠인고등학교         | 존경하는 선생님이 명명             | 윳치             | 남역 | 1988년   |                                                 |
| 雪原千苗        | 8월 23일  | 효고현 아시야시                    | 코난여자고등학교                 | 가족이 고안                        | 치나에, 치나코   | 여역 | 1991년   |                                                 |
| 유키하라 치나에 | 8월 23일  | 효고현 아시야시                    | 코난여자고등학교                 | 가족이 고안                        | 치나에, 치나코   | 여역 | 1991년   |                                                 |
| 雪邑響子        | 7월 9일   | 아오모리현 히로사키시              | 히로사키미나미고등학교           | 가족이 고안                        | 리카코, 유킨코   | 여역 | 1989년   |                                                 |
| 유키무라 쿄코   | 7월 9일   | 아오모리현 히로사키시              | 히로사키미나미고등학교           | 가족이 고안                        | 리카코, 유킨코   | 여역 | 1989년   |                                                 |
| 蘭玲花          | 12월 6일  | 오사카부 카타노시                  | 오사카부립시죠나와테고등학교     | 본명 좋아하는 꽃                   | 레이카           | 여역 | 1994년   |                                                 |
| 란 레이카       | 12월 6일  | 오사카부 카타노시                  | 오사카부립시죠나와테고등학교     | 본명 좋아하는 꽃                   | 레이카           | 여역 | 1994년   |                                                 |
| 若木萌          | 9월 21일  | 오사카부 토요나카시                | 토요나카시립제3중학교            | 부모님과 고안                      | 미키, 미키동     | 남역 | 1992년   |                                                 |
| 와카키 모에     | 9월 21일  | 오사카부 토요나카시                | 토요나카시립제3중학교            | 부모님과 고안                      | 미키, 미키동     | 남역 | 1992년   |                                                 |
| 若草葉子        | 6월 4일   | 오사카부 사카이시                  | 풀가쿠인고등학교                 | 존경하는 사람이 지어줌             | 미도리, 미도소   | 여역 | 1988년   |                                                 |
| 와카쿠사 요코   | 6월 4일   | 오사카부 사카이시                  | 풀가쿠인고등학교                 | 존경하는 사람이 지어줌             | 미도리, 미도소   | 여역 | 1988년   |                                                 |
| 和光一          | 9월 14일  | 오사카부 토요노군                  | 센신가쿠엔고등학교               | 존경하는 선생님이 명명             | 오-코, 하지메    | 남역 | 1993년   |                                                 |
| 카코 하지메     | 9월 14일  | 오사카부 토요노군                  | 센신가쿠엔고등학교               | 존경하는 선생님이 명명             | 오-코, 하지메    | 남역 | 1993년   |                                                 |